# Thé Lau (schilder)
Mattheus Josephus (Thé) Lau (De Rijp, 6 februari 1889 – Maastricht, 9 juli 1958) was een Nederlands kunstschilder die wordt gerekend tot de Bergense School. Ook maakte hij litho's en glas-in-loodramen en ontwierp hij juwelen.

## Levensloop
Lau woonde van 1919 tot 1948 in De Woeste Hoeve aan de Heereweg in Catrijp, in de voormalige gemeente Schoorl, thans Bergen. Hij stond er bekend als “de Tamme Rus”. Rond 1930 raakte hij bevriend met de Duitse kunstenaar Franz Radziwill die in magisch-realistische trant werkte. Hij verdiepte zich in oude frescotechnieken. Zijn belangstelling voor oude technieken leidde ertoe dat hij in 1937 miniaturen ging maken. Hij verluchtte onder andere een handschrift van het Lucas-evangelie met miniaturen. In 1948 werd Lau docent aan de Jan van Eyck Academie in Maastricht.
Een zoon en kleinzoon van Thé Lau dragen dezelfde naam. Deze kleinzoon was de muzikant en tekstschrijver Thé Lau.

## Werk
Door zijn vriendschappen met Henri ten Holt, Jaap Weyand, Charley Toorop, John Rädecker, Piet Wiegman en Kasper Niehaus was Lau verbonden met de Bergense School. Zijn bekendste werk maakte hij tussen 1919-1948 toen hij in Schoorl woonde.
Lau schilderde duinlandschappen, stillevens, portretten, hij maakte litho's en hij ontwierp ook glas-in-loodramen en juwelen. Daarnaast maakte hij wandschilderingen, waaronder de statieweg in de kapel van de voormalige St. Willibrordusstichting te Heiloo, (nu Cultuurkoepel). Veel werk bevindt zich in particuliere collecties. Museum Kranenburgh in Bergen (NH) bezit enkele werken van Lau in de vaste collectie. Ook schilderde hij de Via Crucis (de Kruisweg — de laatste stappen van Jezus op weg naar zijn kruisiging) in de Cultuurkoepel (voorheen de Mariakapel) te Heiloo.  

### Tentoonstelling
- 2006 Museum Kranenburgh - Overzichtstentoonstelling.